# Silverchair
I Silverchair sono stati un gruppo musicale rock alternativo australiano attivo tra il 1995 e il 2011.
Tra quelli di maggior successo del loro paese, il gruppo ha prodotto più di venti successi durante la loro attività e ha venduto più di sei milioni di album in tutto il mondo.

## Storia del gruppo

### Gli inizi
Tutti i membri dei Silverchair nacquero nel 1979 a Merewether, un sobborgo di Newcastle. Il cantante e chitarrista Daniel Johns e il batterista Ben Gillies iniziarono a suonare insieme ai tempi della scuola primaria, dove incontrarono Chris Joannou che si unì al gruppo in veste di bassista. Agli inizi la band si chiamava Innocents Criminals e il loro repertorio consisteva principalmente in cover di Led Zeppelin, Black Sabbath e Deep Purple, gruppi che avevano conosciuto tramite le collezioni di vecchi dischi dei propri genitori.
Il trio fece diversi concerti nella regione di Hunter Valley. L'occasione per mettersi in luce arrivò a metà del 1994 quando il gruppo vinse un concorso nazionale di demo con una canzone chiamata "Tomorrow". Il concorso diede la possibilità alla band di incidere la canzone e di realizzare un videoclip. All'epoca la band si chiamava Innocents Criminals. La canzone "Tomorrow" destò l'attenzione di Michael Tunn, il conduttore di una trasmissione televisiva chiamata "Request Fest". Il brano fu il più richiesto nella storia della trasmissione, nonostante la band non avesse una vera distribuzione discografica.
La popolarità ottenuta permise al gruppo di firmare un contratto con Sony Music dopo una intensa "concorrenza" tra le major australiane per accaparrarsi le prestazioni della band. In quel periodo il demo di "Tomorrow" era in vendita nei negozi.

### Frogstomp
La canzone rimase per sei settimane al numero uno della classifica australiana dei singoli e nel 1995 una nuova versione della canzone e del video furono realizzati per il mercato americano. Mentre in Australia è più conosciuta la versione demo, negli Stati Uniti è la versione presente sull'album "Frogstomp" ad essere più popolare.
L'album di debutto, intitolato Frogstomp, venne registrato in nove giorni agli inizi del 1995 e fu un immenso successo in tutto il mondo, permettendo alla band di essere il primo gruppo australiano dopo gli INXS ad entrare nella Top 10 americana. Nel 1996 il gruppo realizzò una memorabile apparizione sul tetto della Radio City Music Hall e partì in
tour con i Red Hot Chili Peppers.

### Freak ShoweNeon Ballroom
Nel 1997 il trio realizzò il secondo album "Freak Show". L'album ottenne ottimi risultati di vendite in tutto il mondo e piazzamenti importanti nelle varie classifiche. In particolare modo si segnalarono i singoli "Freak", "Cemetery" e "Abuse Me".
Dopo aver concluso gli studi la band ebbe molto più tempo per lavorare al suo album più apprezzato dalla critica, "Neon Ballroom", che uscì a marzo del 1999. L'autore dei brani Daniel Johns riversò nella stesura delle canzoni i sentimenti provati dal superamento di un periodo segnato da problemi personali. Johns creò un album dal suono originale, in cui convivevano il rock duro, parti orchestrali, inserti elettronici e liriche emozionanti.
Il tour di supporto a "Neon Ballroom" fu intenso e toccò anche i palchi di Europa e America Meridionale. Il singolo "Ana's Song", che trattava il tema dell'anoressia ed era innegabilmente influenzata dalla vicenda personale di Daniel, fu uno dei maggiori successi. Da ricordare anche la maestosa "Emotion Sickness", anch'essa incentrata sul tema della malattia e l'energica "Anthem for the year 2000", scritta per smuovere le coscienze delle nuove generazioni, in occasione dell'imminente inizio del terzo millennio. Il gruppo partecipò al festival di Reading e andò in tour nuovamente con i Red Hot Chili Peppers e anche con i Blink-182. Dopo queste esperienze il trio decise di prendersi una pausa di dodici mesi.
Terminato il loro contratto per tre album con Sony Music il gruppo fu corteggiato da numerose etichette discografiche australiane. Alla fine dell'anno 2000 i Silverchair annunciarono di aver stretto un accordo con Atlantic Records per il mercato americano e di aver fondato la loro label, la Eleven.
L'unico concerto dei Silverchair nel 2000 fu l'Australia Falls Festival a New Year's Eve. Il 21 gennaio 2001 il gruppo suonò al Rock in Rio davanti a 250.000 persone. L'evento è ricordato dal gruppo come il punto più alto della propria carriera musicale.

### Diorama
Nel giugno del 2001 i Silverchair entrarono in studio con il produttore David Bottrill per registrare il quarto album "Diorama". Daniel Johns assunse il ruolo di co-produttore e decise di portare il sound della band verso territori mai esplorati prima dal trio. Contribuiscono al disco svariati musicisti. Il primo singolo estratto da "Diorama" è "The Greatest View", realizzato per il mercato australiano nel gennaio del 2002. Il brano evidenzia un nuovo sound per i tre ragazzi considerati veterani del rock all'età di 22 anni.
La sensibilità melodica e vocale di "The Greatest View" conducono il brano al primo posto della classifica alternativa australiana e al primo posto di quella mainstream. L'album mostra l'evoluzione dei Silverchair, la ricerca della melodia, l'uso di strumentazione sempre più varia, l'esplorazione di svariati stili musicali.
"Diorama" entra al primo posto della classifica australiana in aprile e vende 140 000 copie (doppio disco di platino) in patria. "Without You" entra nella Top 10 e "Luv Your Life" nella Top 20. La diffusione internazionale dell'album è frenata dall'impossibilità di andare in tour e di promuovere l'album, a causa dei problemi di salute di Daniel Johns, che sarà anche ricoverato nel 2002 per una forma di artrite reattiva. Nonostante questo l'album riesce ad arrivare al dodicesimo posto nella classifica tedesca e nella top 40 di molti paesi come Paesi Bassi, Svezia e Brasile. Questi problemi non fermarono la band che tuttora considera il 2002 come l'anno più sfortunato a causa dell'impossibilità di suonare dal vivo. Tutti questi eventi negativi terminarono nel mese di ottobre del 2002 quando il gruppo vinse sei premi all'ARIA Awards compresi il premio "Best Group" e il premio "Best Rock Album".
All'ultimo minuto il trio vide catapultato nuovamente "Diorama" nella Top 20 australiana. La band ritorna a suonare dal vivo per il WaveAid, il concerto in aiuto delle vittime dello tsunami, dopo 2 anni di silenzio.
È proprio in occasione del WaveAid che Daniel Johns, frontman del gruppo, dichiara che i Silverchair torneranno a lavorare a un nuovo album, spiazzando così i detrattori, che vedevano già una carriera solista per il cantante-chitarrista australiano e quindi lo sciogliemento della band.

### Side-project
Johns ha intrapreso una collaborazione riuscita con Paul Mac, il celebre artista australiano di musica elettronica, fondando i The Dissociatives e incidendo un LP omonimo, sostenuto da un limitato tour. Nel frattempo Johns è stato intervistato da Andrew Denton della trasmissione televisiva "Enough Rope" (dove ha dichiarato che vi è la volontà di incidere un nuovo album dei Silverchair, anche se questa parte non è stata trasmessa).
Più recentemente ha lavorato con la moglie Natalie Imbruglia, ex attrice di soap opera trasformatasi in cantante pop, per il suo album "Counting Down the Days", eseguendo i cori nell'omonimo brano e scrivendo testo e musica di "Satisfied".
Il batterista Ben Gillies ha deciso di tuffarsi in un progetto collaterale ai Silverchair denominato Tambalane, ottenendo successo in Australia. Recentemente, hanno sostenuto con un tour il loro album di debutto omonimo realizzato in maggio del 2005.
Il bassista Chris Joannou collabora con altri gruppi, anche in veste di produttore.

### DaYoung Modern(2007) allo scioglimento
Nel novembre del 2005, i Silverchair hanno annunciato di essere al lavoro per il loro quinto album in studio che si intitolerà "Young Modern" e sarà presentato ufficialmente il 30 marzo 2007 a Sydney. Sono inoltre previsti una decina di concerti in Australia, USA e Canada a cavallo fra il febbraio e il marzo del 2007.
L'8 aprile 2007 il nuovo album dei Silverchair, Young Modern, entra direttamente al numero 1 nella National Chart australiana ottenendo un disco di platino, mentre il singolo Straight Lines resta per 4 settimane consecutive al primo posto della classifica dei singoli più venduti. Grazie a questo eccezionale debutto i Silverchair diventano il primo gruppo australiano ad aver portato 5 album al numero 1 della classifica degli album più venduti in Australia.
Attualmente la band è in tournée e il 6 ottobre lancerà sul mercato australiano il terzo singolo tratto dal fortunato "Young Modern". Si tratta di "If You Keep Losing Sleep", già presentato il 30 settembre 2007 con una esibizione live al Rove Show (celebre talk show australiano), un pezzo particolare che conferma l'ennesimo cambio di sonorità rispetto all'elaborato Diorama. Con Young Modern la band strizza l'occhio al pop rock, chiaramente sempre ispirato dalla grande maestria musicale del trio di Newcastle e dal delicato e ricercato songwriting di Daniel Johns.
Anche in Young Modern la band si avvale della collaborazione di Van Dyke Parks, che già aveva diretto gli archi in Diorama. Stavolta il magico tocco di Parks si sente decisamente nella maestosa "Those Thieving Birds pt. 1&2 / Strange Behaviour", uno splendido pezzo di 7 minuti in cui i Silverchair vengono accompagnati dagli 80 elementi dell'Orchestra Filarmonica di Praga diretta Parks appunto, per un brano che conferma la clamorosa evoluzione sonora per un gruppo nato dalle ceneri del movimento grunge e che, a 28 anni, ha acquisito popolarità e tecnica tali da poter sperimentare diversi generi con risultati eccellenti.
Il 25 maggio 2011, tramite il proprio sito web, la band annuncia un periodo di "indefinita ibernazione".

## Formazione
- Daniel Johns – voce, chitarra (1995-2011)
- Chris Joannou – basso (1995-2011)
- Ben Gillies – batteria (1995-2011)

## Discografia

### Album in studio
- 1995 – Frogstomp
- 1997 – Freak Show
- 1999 – Neon Ballroom
- 2002 – Diorama
- 2007 – Young Modern

### Album dal vivo
- 2003 – Live from Faraway Stables

### Raccolte
- 2001 – The Best Of Vol.1

### Singoli
- 1994 – Tomorrow
- 1995 – Pure Massacre
- 1996 – Israel's Son
- 1996 – Shade
- 1997 – Freak
- 1997 – Abuse Me
- 1997 – Cemetery
- 1997 – The Door
- 1999 – Emotion Sickness
- 1999 – Anthem for the Year 2000
- 1999 – Ana's Song (Open Fire)
- 1999 – Miss You Love
- 2002 – The Greatest View
- 2002 – Without You
- 2002 – Luv Your Life
- 2003 – After All These Years
- 2003 – Across the Night
- 2007 – Straight Lines
- 2007 – Reflections of a Sound
- 2007 – If You Keep Losing Sleep
- 2008 – Mind Reader

## Videografia
- 1995 – Auttakes & Misstake - A Dumb Video
- 1999 – Emotion Pictures
- 2000 – The Best off 1994-1999 - The Complete Videography
- 2002 – Across the Night - The Creation of Diorama
- 2007 – Greatest Australian Albums - Diorama
- 2007 – Across the Great Divide